# Atletica leggera ai Giochi della XXVIII Olimpiade - Lancio del martello maschile
Il lancio del martello ha fatto parte del programma di atletica leggera maschile ai Giochi della XXVIII Olimpiade. La competizione si è svolta nei giorni 20 e 22 agosto 2004 allo Stadio Olimpico di Atene. Vi hanno preso parte 35 atleti.

## Presenze ed assenze dei campioni in carica
| Competizione         | Atleta            | Prestazione | Atene 2004 |
| -------------------- | ----------------- | ----------- | ---------- |
| Olimpiadi 2000       | Szymon Ziólkowski | 80,02 m     | Presente   |
| Europei 2002         | Adrian Annus      | 81,17 m     | Presente   |
| Coppa del mondo 2002 | Adrián Annus      | 80,93 m     | Presente   |
| Asiatici 2002        | Kōji Murofushi    | 78,72 m     | Presente   |
| Mondiali 2003        | Ivan Cichan       | 83,05 m     | Presente   |
|                      |                   |             |            |
| Mondiali junior 2000 | Eşref Apak        | 69,97 m     | Presente   |

1. ↑  Sotto la bandiera dell'Ungheria.
2. ↑  Il peso dell'attrezzo è 6 kg.

## Risultati

### Turno eliminatorio
Qualificazione78,00 m
Cinque atleti ottengono la misura richiesta (miglior prestazione: 80,78 di Ivan Cichan). Ad essi vengono aggiunti i 7 migliori lanci.

Per il campione uscente, Szymon Ziólkowski, non basta un lancio a 76,17 metri per entrare in finale. Il polacco deve rinunciare a difendere il titolo.

### Finale
Stadio olimpico, domenica 22 agosto, ore 21:15.
Il giorno dopo aver ottenuto la miglior misura in qualificazione, Ivan Cichan non riesce a ripetersi. La sua finale comincia con due nulli. Adrián Annus esordisce con 80,53. Al secondo turno Annus si candida alla vittoria con 82,32. Koji Murofushi tenta di reagire con 81,60. Al terzo lancio Annus si migliora ancora: 83,19. L'ungherese mette le mani sul titolo. Murofushi non rinuncia alla lotta e scaglia la palla di ferro a 82,35 al quarto turno. Cichan non è in giornata e riesce ad acciuffare solo il bronzo al quinto lancio (79,81).
Una settimana dopo la gara Annus viene squalificato per doping e tolto dalla classifica. Il titolo va a Murofushi.
Nel 2012 anche Ivan Cichan, originariamente terzo, viene privato della medaglia dopo essere risultato positivo ad un test anti-doping retroattivo.
In seguito alla  scoperta dell'uso di sostanze proibite da parte del turco Eşref Apak nel 2013 e del bielorusso Vadzim Dzevjatoŭski nel 2008, sono state loro tolte le medaglie pur lasciandoli come secondo e terzo nella classifica
| Pos | Paese       | Atleta              | Misura  |
| --- | ----------- | ------------------- | ------- |
|     | Giappone    | Kōji Murofushi      | 82,91 m |
| 2   | Turchia     | Eşref Apak          | 79,81 m |
| 3   | Bielorussia | Vadzim Dzevjatoŭski | 78,82 m |
| 4   | Ungheria    | Krisztián Pars      | 78,73 m |
| 5   | Slovenia    | Primož Kozmus       | 78,56 m |
| 6   | Slovacchia  | Libor Charfreitag   | 77,54 m |
| 7   | Germania    | Karsten Kobs        | 76,30 m |
| dq  | Ungheria    | Adrián Annus        | 83,19 m |
| dq  | Bielorussia | Ivan Cichan         | 79,81 m |

Dopo le storiche medaglie nipponiche nei salti (asta, lungo e triplo) degli anni trenta, Koji Murofushi è il primo giapponese a vincere una gara di lanci alle Olimpiadi.